# Vicepresidencia para los Asuntos de la Mujer y la Familia
La Vicepresidencia para los Asuntos de la Mujer y la Familia es un cargo de nivel ministerial en la República Islámica de Irán, encabezado por uno de los vicepresidentes.

## Historia
Antes de la Revolución iraní de 1979, sólo una mujer ocupó un cargo similar. Mahnaz Afkhami, que asumió el cargo de ministra de gobierno responsable de los Asuntos de la Mujer bajo la administración del primer ministro Amir Abbás Hoveydá.
Shahla Habibi fue nombrada jefa de la recién creada «Oficina de Asuntos de la Mujer»  y asesora en 1991. Se dice que su adjunta, Masoumeh Ebtekar, fue la «principal fuerza impulsora» detrás de la oficina. La oficina pasó a llamarse «Centro de Asuntos de Participación de la Mujer» bajo la administración de Mohammad Jatami y siguió siendo un puesto de asesor, con Zahra Shojaei como su directora. En 2005, bajo el gobierno de Mahmud Ahmadineyad, la oficina pasó a llamarse «Centro de Asuntos de la Mujer y la Familia», un cambio que puso de manifiesto la actitud conservadora hacia las mujeres. Nasrin Soltankhah, Zohreh Tabibzadeh-Nouri y Maryam Mojtahedzadeh se desempeñaron como directoras de la oficina hasta 2013, cuando la titular del cargo fue ascendida a vicepresidenta.
| Nombre                  | Cargo                                          | Tiempo en el cargo | Designador               |
| ----------------------- | ---------------------------------------------- | ------------------ | ------------------------ |
| Mahnaz Afkhami          | Ministra sin cartera de Asuntos de la Mujer    | 1976–1978          | Amir Abbás Hoveydá       |
| Sin oficina             |                                                |                    |                          |
| Shahla Habibi           | Oficina de Asuntos de la Mujer                 | 1991–1997          | Akbar Hashemí Rafsanyaní |
| Zahra Shojaei           | Centro de Asuntos de Participación de la Mujer | 1997–2005          | Mohammad Jatamí          |
| Nasrin Soltankhah       | Centro de Asuntos de la Mujer y la Familia     | 2005–2006          | Mahmud Ahmadineyad       |
| Zohreh Tabibzadeh-Nouri | Centro de Asuntos de la Mujer y la Familia     | 2006–2009          | Mahmud Ahmadineyad       |
| Maryam Mojtahedzadeh    | Centro de Asuntos de la Mujer y la Familia     | 2009–2013          | Mahmud Ahmadineyad       |

## Vicepresidentas
| N.º | N.º | Imagen | Nombre               | Tiempo en el cargo      | Tiempo en el cargo      | Afiliación                                    | Presidente         |
| N.º | N.º | Imagen | Nombre               | Inicio                  | Final                   | Afiliación                                    | Presidente         |
| --- | --- | ------ | -------------------- | ----------------------- | ----------------------- | --------------------------------------------- | ------------------ |
|     | 1   |        | Maryam Mojtahedzadeh | 27 de julio de 2013     | 8 de octubre de 2013    |                                               | Mahmud Ahmadineyad |
|     | 2   |        | Shahindojt Molaverdi | 8 de octubre de 2013    | 9 de agosto de 2017     | Frente de Participación del Irán Islámico     | Hasán Rohaní       |
|     | 3   |        | Masoumeh Ebtekar     | 9 de agosto de 2017     | 1 de septiembre de 2021 |                                               |                    |
|     | 4   |        | Ensieh Jazali        | 1 de septiembre de 2021 | 10 de agosto de 2024    |                                               | Ebrahim Raisi      |
|     | 5   |        | Zahra Behrouz Azar   | 10 de agosto de 2024    | En el cargo             | Unión de Partidos Populares del Irán Islámico | Masoud Pezeshkian  |